# Basztanka
Basztanka (ukr. Баштанка) – miasto na Ukrainie w obwodzie mikołajowskim, siedziba władz rejonu basztańskiego. Ośrodek przemysłu spożywczego.

## Historia
Status osiedla typu miejskiego posiada od 1963.
Demografia
W 1989 liczyła 12 873 mieszkańców.
W 2013 liczyła 12 680 mieszkańców.